# سحق (تحقير)
يعد السحق أو التنكيل هجوماً قاسياً لا مبرر له، مهين لشخص أو جماعه أو موضوع. حقيقة يعد مصطلح السحق مصطلحاً يعني الضرب أو الاعتداء، ولكن عندما يتم إستخدامه لاحقة، أو بالتزامن مع اسم يشير إلي تعرض الموضوع للهجوم، فانه يستخدم عادةً للإشارة الي أن الفعل يتم تحريكة بواسطة التعصب. يتم استخدام هذا المصطلح أيضا استعارة لوصف الاعتداءات الحرجة واللفظيه، وتميل الموضوعات التي تجذب السحق إلي أن تكون مواضيع حساسه شخصيا حزبية (سياسة) بالنسبة لهؤلاء المتعاطفين أو الضحايا أو كليهما. تشمل المجلات المشتركة وهي، دين (معتقد) وجنسية وجنس (توضيح) وسياسة. ويختلف التمييز الجسدي عن الاعتداء العادي لأنه يعد اعتداء بدافع، والذي يمكن اعتباره جريمة كراهية. أما فيما يتعلق بالتمييز غير الجسدي، يستخد المصطلح للإشارة إلي الهجوم اللفظي أو الحرج، والذي يعد غير مقبولا ويؤدي إلي الضرر بالمثل. ويعتبر استخدام المصطلح بهذه الطريقة هو مسيئ للانسان ، ويستخدم أيضا لإعلان الهجوم ونصح المهاجمين بمقارنته بمرتكبي الضرب المدني. وكما حددت كارين فرانكلين في مقالتها «الدوافع النفسية الإجنماعيه لمرتكبي جرائم الكراهية» الدوافع التليه للثأر، الانحياز القائم علي أساس الغموض الاجتماعي، والانحياز الحزبي؛ الإدراك بأن موضوع التخلص من ذلك يتعارض إلي حد ما مع الإيدلوجيه الأساسيه أو ينتهكها مجموعه من المأثرون.

## السحق المادي
أحد الإستخدامات الأكثر شيوعا لمصطلح التنكيل أو السحق، هو وصف الاعتداء أو التشهير بالاشخاص الذين يعتقد أنهم مثلية جنسية. ويرتبط تعذيب المثليين ب رهاب المثلية و الاعتراضات الدينينة علي المثلية الجنسية .

## السحق غير الجسدي
وفي حالات التعذيب غيد الجسدي، يتم عادة استخدام المصطلح للتأثير الإيجابي علي المهاجمين الذي تم تحديدهم من خلال المقارنة مع مرتكبي الاعتداءات الجنائيه، وفي بعض الوقت يتم وضع هذا المسمي علي الانتقادات غير اللاذعه بشكل خاص أو حتي غير ملائمه. وفي هذه الحلات يمكن اعتماد هذا المصطلح بشكل منفرد لمنفعه حزبيه. ويعد استخدام هذا المصطلح في هذا السياق أكثر انتشارا في العلاقات التحريريه أو الشخصية. تُستخدم هذه المصطلحات لتدل على أن انتقادات هذه المجموعات أو الأفراد مفرطة، أو متكررة للغاية، أو لا هوادة فيها، أو غير مناسبة. نظرًا لأن السياسة حزبية بطبيعتها، يتم استخدام مصطلح «تقريع» في كثير من الأحيان لتوجيه تطلعات سلبية على النقاد لتحقيق مكاسب سياسية.  غالبًا ما يتهم محبو الأعمال الفنية المختلفة النقاد، الذين قد يكونون من المعجبين الآخرين، بضرب الموضوع أو الأفراد الذين يتركز عليهم فندوم. مثال شائع على هذا على إنترنت هو لوكاس باشينج، حيث يستخدم المصطلح لاستنكار انتقاد حرب النجوم أو جورج لوكاس شخصيًا. في هذه الحالة، تشمل الدوافع مرة أخرى الصراع الحزبي (لصالح أو ضد جانب من العمل الفني)؛ جريمة لأيديولوجية أساسية (ارتباط بالحنين إلى نوع فني أو الانغماس فيه)؛ وتأثير المجموعة من المعجبين الآخرين ومنتديات النقاش. هناك أيضًا تقريع للشخصيات، يحدث عندما ينتقد جزء من فندوم بشكل علني شخصية أو أكثر في عمل فني، أو حتى أشخاص حقيقيين من صناعة الإعلام.